# ATC kód V07
ATC kód V07 Všechny další neléčebné přípravky je hlavní terapeutická skupina anatomické skupiny V. Různé.

## V07A Jiné neterapeutické přípravky

### V07AB Rozpouštědla a ředidla, včetně irigačních roztoků
V07AB Rozpouštědla a ředidla, včetně irigačních roztoků

## Poznámka
- Registrované léčivé přípravky na území České republiky.
- Informační zdroj: Státní ústav pro kontrolu léčiv, Všeobecná zdravotní pojišťovna.